# Herzlichst Mireille
Albums de Mireille Mathieu
Rendezvous mit Mireille
(1975) Und wieder wird es Weihnachtszeit
(1976)
Singles
1. Paris vor hundert Jahren
Sortie : 1976
2. Der Wein war aus Bordeaux
Sortie : 1976

Herzlichst Mireille est un album allemand de la chanteuse française Mireille Mathieu sorti en Allemagne en 1976 chez Ariola.

## Chansons de l'album
| No  | Titre                                                 | Auteur                              | Durée |
| --- | ----------------------------------------------------- | ----------------------------------- | ----- |
| 1.  | Kleine Schwalbe (für die Heimkehr ist es nie zu spät) | Günther Behrle, Bryhn               |       |
| 2.  | Wenn Kinder singen                                    | Michael Kunze, Bobby Goldsboro      |       |
| 3.  | Abschied von Dir                                      | Christian Bruhn                     |       |
| 4.  | Wenn es weh tut, ist es Liebe                         | Michael Kunze, Christian Bruhn      |       |
| 5.  | Addio                                                 | Michael Kunze, R. Rossi             |       |
| 6.  | Es ist Zeit für Musik                                 | Georg Buschor, Christian Bruhn      |       |
| 7.  | Der Wein war aus Bordeaux                             | Kurt Hertha, Christian Bruhn        |       |
| 8.  | Die Liebe lebt                                        | Robert Jung, Christian Bruhn        |       |
| 9.  | 24 Stunden Lang                                       | Michael Kunze, B. Huerta, W. Duncan |       |
| 10. | Paris vor hundert Jahren                              | Georg Buschor, Christian Bruhn      |       |
| 11. | Es war mal eine Liebe                                 | Michael Kunze, Roland Vincent       |       |
| 12. | Vorbei, vorüber                                       | Michael Kunze, Christian Bruhn      |       |